# Молодовский колокол

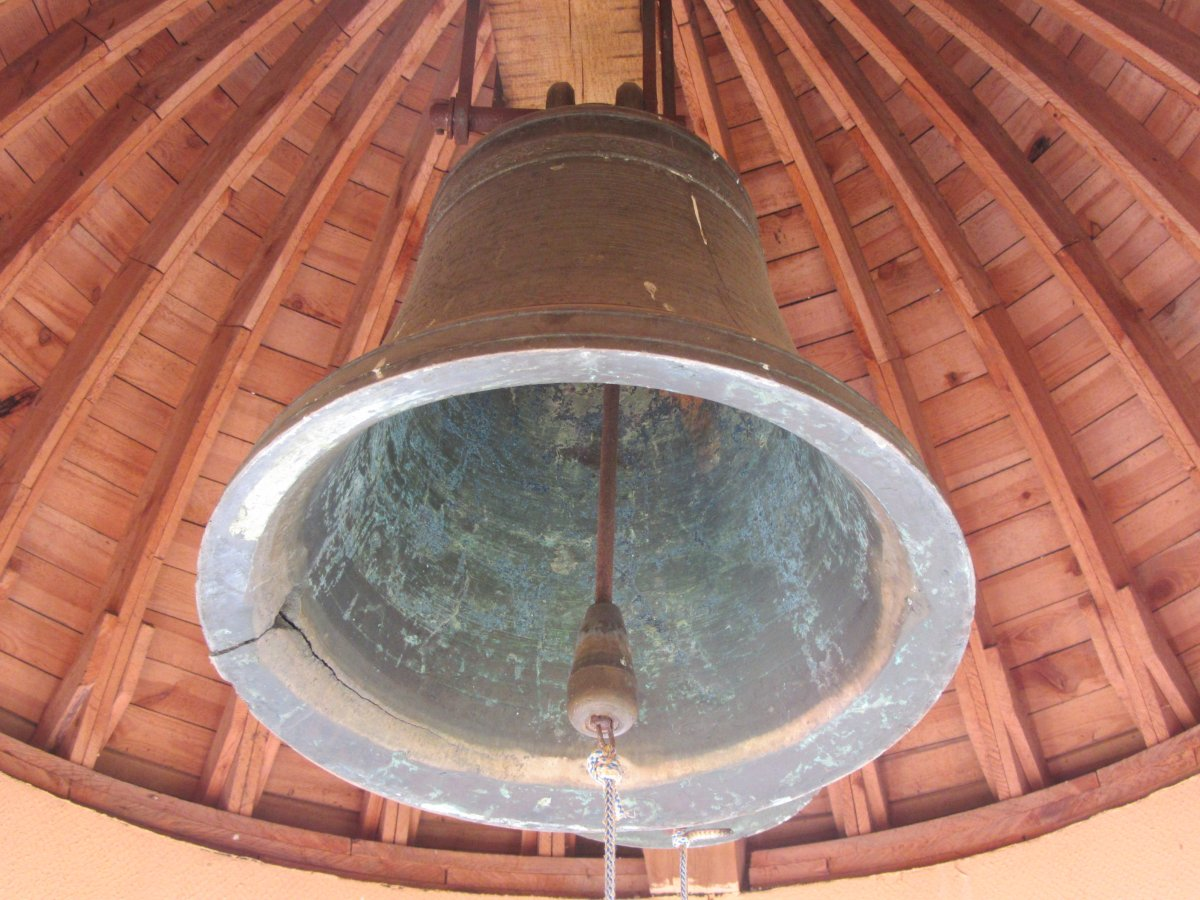
Молодовский колокол

Молодовский колокол — отлитый в 1583 году колокол, который находится в Спасо-Вознесенской церкви в белорусской деревне Молодово. Памятник художественного литья, эпиграфики и белорусской палеографии. Возможно, является старейшим колоколом на территории современной Белоруссии.

## Описание
Колокол отлит из меди. Он имеет высоту 62 см, наибольший диаметр 70 см, толщина литья составляет 7 см. Вес колокола составляет 12 пудов (около 200 кг.). В верхней части колокол украшен узким рельефным орнаментом ренессансного характера. Узор представляет непрерывный извилистый стебель, опоясывающий весь колокол. Растительные элементы образуют медальоны, внутри которых помещены изображения животных и мифических существ: крылатых коней, львов, оленей.
Наиболее примечательной чертой колокола являются выгравированные на нём надписи. Всего на нём написано четыре текста. Они выполнены латинским алфавитом на старобелорусском языке. Эти надписи — одни из наиболее ранних примеров использования латинского алфавита для записи старобелорусского языка.
В верхней части колокола располагается надпись религиозного характера: «Izwoleniem Oyca sotworeniem Syna y dieysthwem s Ducha Hospodu Bohu wo Troicy edynemu y wsia iaze w nich kutti i chwali Iego swietey mczy». Ниже, под орнаментом, располагается текст, разбитый на четыре колонки по 13 строк в каждой. Он представляет собой учредительную надпись и панегирик Войно Матвеевичу Гричине. Под первым столбцом размещен герб Семёна Войны из рода Войнов, составленный из четырёх малых шляхетских гербов: Трубы, Корчак, Пятирог, Гоздава. Ещё ниже, под ободком, выгравированы религиозные стихи. В самом низу — надпись с датой отливки и именем мастера.

## История

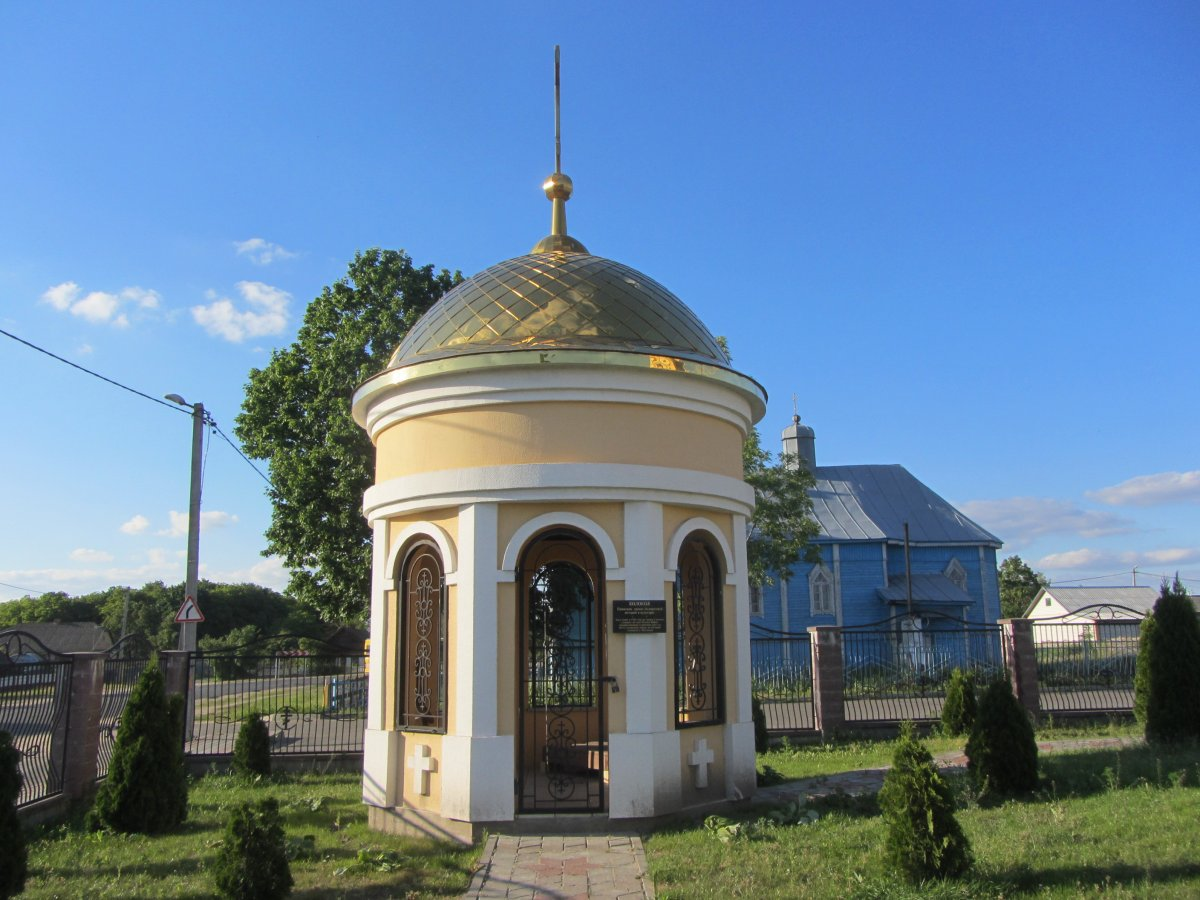
Колокольня при новой, каменной церкви с колоколом

Колокол был отлит в 1583 году Мартином Гофманом в городе Ковно по заказу государственного деятели Семёна Войны в память об отце. Согласно надписи на колоколе, Войно Матвеевич Гричина умер 15 мая 1582 года, а посвящённый ему колокол был «навеки» передан Молодовской церкви. До начала XX века колокол постоянно находился в местной деревянной церкви, которая неоднократно перестраивалась и ремонтировалась.
В 1911 году в «Гродненских епархиальных ведомостях» отмечалось, что колокол прекрасно сохранился и имеет приятный звук в тон «ми». В настоящее время на колоколе имеется трещина, из-за чего звонить он больше не может.
Во время Первой мировой войны Генрих Скирмунт, владелец поместья в Молодове, для спасения колокола от вывоза в Германию приказал закопать его на деревенском кладбище. После отхода немецких войск колокол был выкопан.
В 1977 году молодовский колокол был снят и вывезен в Музей древнебелорусской культуры Академии наук БССР. В 1990 году его вернули в церковь деревни Молодово. Позднее он был перенесён на территорию нового, каменного храма, в 30 метрах от деревянной Вознесенской церкви.
11 марта 2011 года указом Александра Лукашенко деревне Молодово были присвоены герб и флаг с изображением колокола.